# Steinbruch Isenberg

Steinbruch Isenberg, 1910

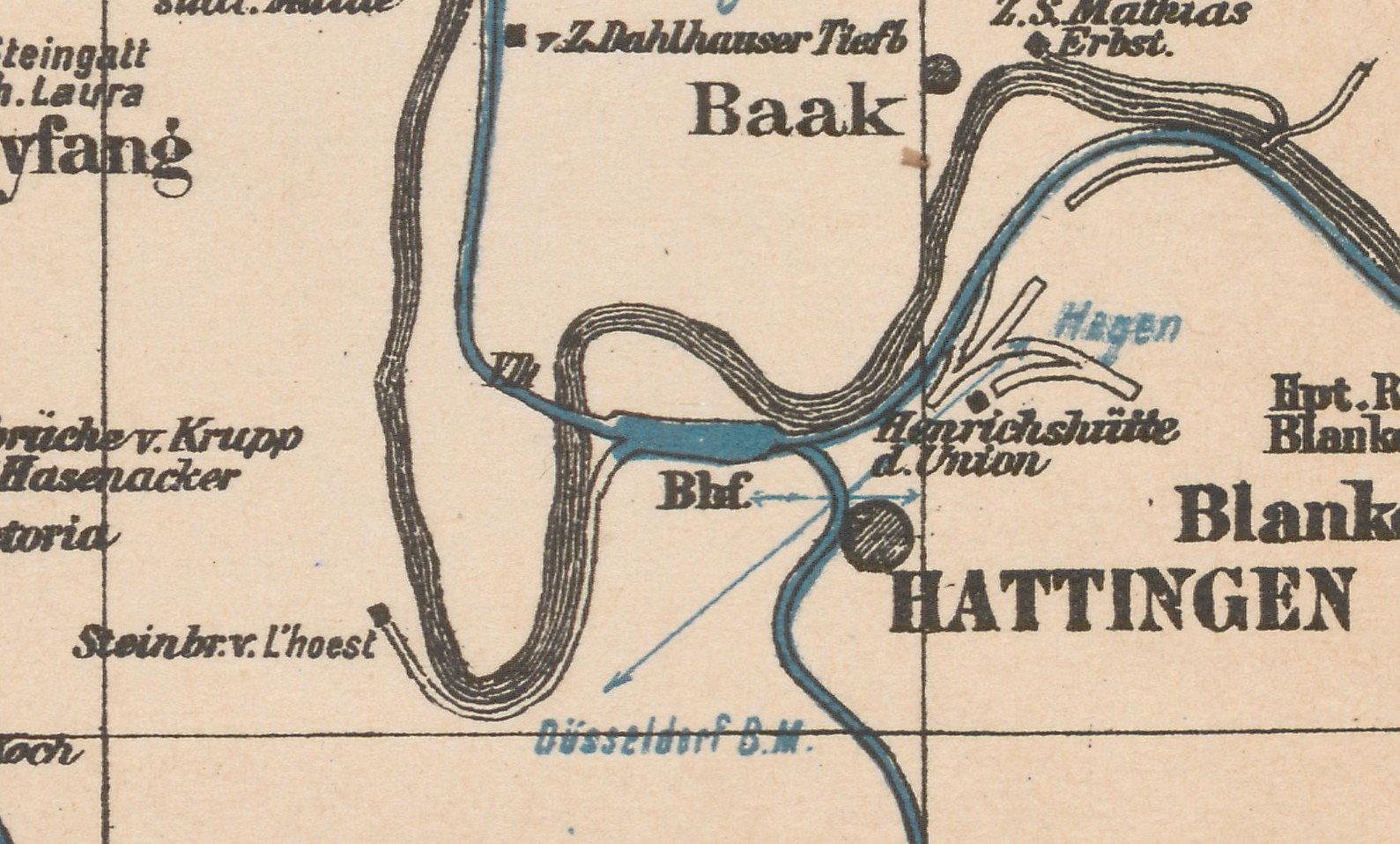
Anschlussbahn vom Bahnhof Hattingen zum Steinbruch Isenberg von L'hoest auf einer Eisenbahnkarte von 1891

Der Steinbruch Isenberg liegt linksseitig der Ruhr am Osthang des Isenbergs in Hattingen. Der Steinbruch wurde ab 1845 betrieben und zunächst zur Gewinnung von Bruchsteinen für Bauzwecke genutzt. Unter dem Unternehmer L’hoest war der Steinbruch spätestens seit 1891 über eine Anschlussbahn mit dem Bahnhof Hattingen (Ruhr) verbunden. Im Jahr 1895 wurde der Steinbruch um eine Ziegelei ergänzt. Diese nutzte die Tonsteinlagen zwischen dem Sandstein als Rohmaterial für Ziegel. Die Ziegel wurden in einer Ringofenanlage am Fuße des Isenbergs gebrannt.
Nach 1900 fiel ein Drittel der Burgfläche der Isenburg dem Abbau zum Opfer. Betroffen waren Hauptburg und Vorburg. 1914 rutschte ein Teil der Burgmauer dadurch ab. Seit den 1920er Jahren protestierten Burgfreunde und Naturschützer. 1937 wurde das Gelände von der Gemeinde übernommen.

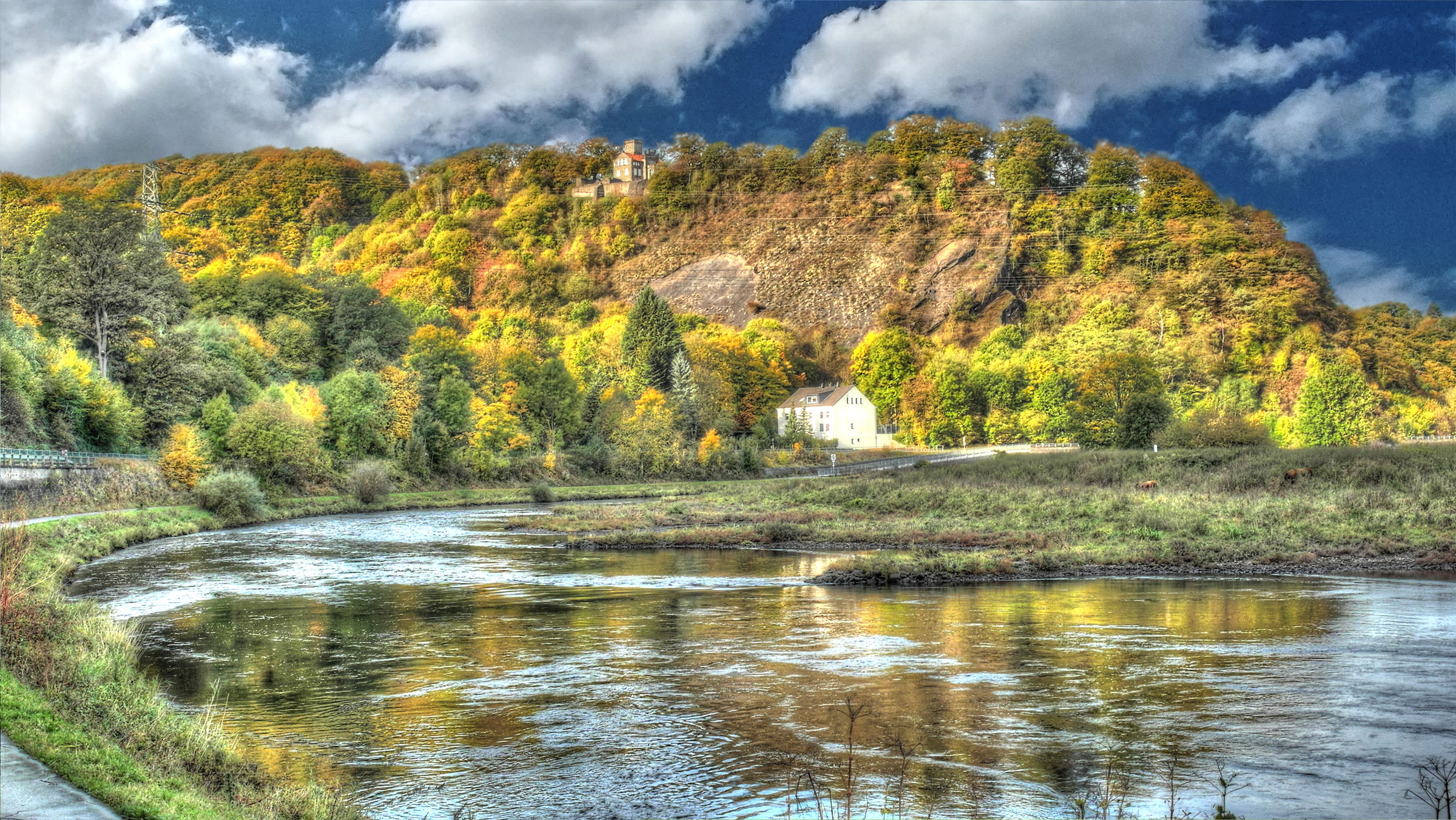
Steinbruch Isenberg, 2014

Der Klettergarten Isenberg mit einer bis 17 m hohen Felswand befindet sich in einem geschlossenen Gelände im Winzermark Richtung Nierenhof. Aufgeschlossen in diesem ehemaligen Steinbruch ist der Kaisberg-Sandstein. Das Gelände wurde 1976 von der DAV-Sektion Essen erworben. Ebenfalls ist der Kaisberg-Sandstein am Halsgraben des oberen Teils der Isenburg aufgeschlossen.